# Jozef Karika
Jozef Karika (født 15. november 1978) er en slovakisk eksperimenterende udgiver og skribent. Han er forfatter af bestselleren V tieni mafie, og er blevet tildelt prisen Cena Literárneho fondu.

## Værker

### Slovakiske bøger
- 2007 - Mágia peňazí, (Ikar, ISBN 978-80-551-1366-1)
- 2007 - K.P.M.P.Z., (Ikar, ISBN 978-80-551-1568-9)
- 2010 - V tieni mafie, (Ikar)
- 2011 - Nepriateľ štátu, (Ikar)
- 2012 - Na smrť, (Ikar, ISBN 978-80-551-3170-2)
- 2013 - Na smrť II. (Bez milosti), (Ikar, ISBN 978-80-551-3581-6)
- 2014 - Strach, (Ikar, ISBN 9788055139654)
- 2015 - Tma, (Ikar, ISBN 9788055143620)
- 2015 - Čierna hra: Vláda mafie, (Ikar, ISBN 9788055144511)
- 2016 - Trhlina, (Ikar, ISBN 9788055151465)

### Tjekkiske bøger
- 2003 - Slovanská magie, (Vodnář, ISBN 80-86226-41-7)
- 2005 - Zóny stínu, (Vodnář, ISBN 80-86226-57-3)
- 2008 - Magie peněz, (Vodnář, ISBN 978-80-86226-78-1)
- 2009 - Brány meonu, (Vodnář, ISBN 978-80-87146-97-2)

### Engelske bøger
- 2009 - Liber 767 vel Boeingus (ISBN 9781905713400)